# PG(3,2)

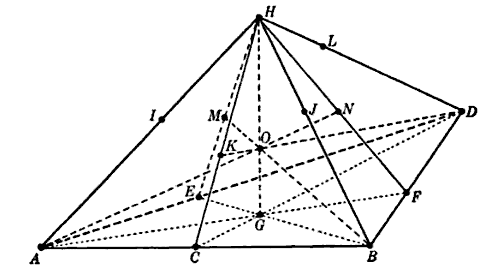
PG(3,2), намальований у вигляді тетраедра (див. текст)

PG(3,2) — це найменший тривимірний проєктивний простір, який можна розглядати як розширення площини Фано. Простір має 15 точок, 35 прямих та 15 площин. Ще він має такі властивості:
- Кожна точка належить 7 прямим та 7 площинам
- Кожна пряма міститься у 3 площинах та містить 3 точки
- Кожна площина містить 7 точок та 7 прямих
- Кожна площина ізоморфна площині Фано
- Будь-яка пара різних площин перетинаються по прямій
- Пряма і площина, що не містить прямої, мають рівно одну спільну точку

## Побудова зK6
Візьмемо повний граф K6. Він має 15 ребер, 15 досконалих парувань та 20 трикутників. Створимо точку для кожного з 15 ребер та ребро для кожного з 20 трикутників та 15 парувань. Структура інцидентності між кожним трикутником або паруванням (прямою) з ребрами (точками), що їх утворюють, породжує PG(3,2).

## Побудова з площин Фано
Візьмемо площину Фано і використаємо всі 5040 перестановок її 7 точок. Відкинемо дублювання площин, щоб отримати набір із 30 різних площин Фано. Виберемо будь-які 30 і візьмемо інші 14, які мають рівно одну спільну пряму з першим набором, не 0 і не 3. Структура інцидентності між 1+14 = 15 площинами і 35 трикутниками, які попарно перекривають, породжує PG(3,2).

## Малюнок у вигляді тетраедра
PG(3,2) можна подати як тетраедр. 15 точок відповідають 4 вершинам + 6 серединам ребер + 4 центрам граней + 1 центру тіла. 35 прямих відповідають 6 ребрам + 12 медіанам граней + 4 вписаним колам граней + 4 висотам на грань із протилежної вершини + 3 прямим, що з'єднують середні точки протилежних ребер + 6 еліпсів, що з'єднують середину кожного ребра з його центрами несусідніх граней. 15 площин складаються з 4 граней + 6 «середніх» площин, що з'єднують кожне ребро з серединою протилежного ребра + 4 «конуси», що з'єднують кожну вершину зі вписаним колом протилежної грані + одна «сфера» з 6 центрами ребер і центром тіла.

## Квадратне подання

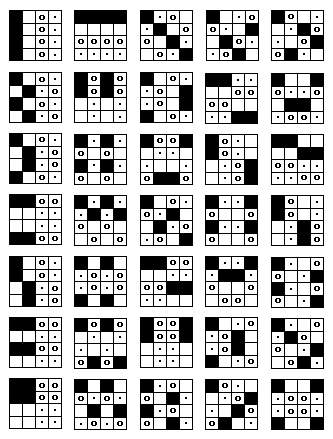
Квадратна модель 3-вимірного простору Фано

35 прямих можна подати як бієкцію з 35 способами розбиття 4x4 ґратки на 4 ділянки по 4 комірки в кожній, якщо ґратка представляє афінний простір, а ділянки є 4 паралельними площинами.
Блок-схема 3-(16,4,1) має 140 блоків розміру 4 на 16 точках, так що кожна трійка точок покрита рівно один раз. Виберемо будь-яку окрему точку, візьмемо 35 блоків, що містять цю точку та видалимо точку. 35 блоків розміру 3, що залишилися, утворюють PG(3,2) на 15 точках, що залишилися.

## Задача Кіркмана про школярок
PG(3,2) виникає у деяких розв'язках задачі Кіркмана про школярок. Два неізоморфні розв'язки цієї задачі можна вкласти як структури у 3-вимірний простір Фано. Зокрема, розшарування PG(3,2) є розкладом точок на прямі, що не перетинаються, і відповідає розподілу дівчаток (точок) на неперетинні рядки (прямі) для одного дня завдання Кіркмана про школярок. Є 56 різних розшарувань по 5 прямих у кожному. Пако́вання[уточнити] PG(3,2) — це розбиття 35 прямих на 7 шарів, що не перетинаються, по 5 прямих у кожному шарі і воно відповідає розв'язку для всіх семи днів. Є 240 паковань PG(3,2), які розпадаються на два класи суміжності по 120 паковань під дією PGL(4,2) (групи колінеацій простору). Колінеації переставляють ці два класи.

## Мереживний малюнок

Мереживний малюнок. Його використовують також для подання регулярного графа srg(15,6,1,3), намальованого з накладенням ребер.

Мереживний малюнок, який часто використовують для подання узагальненого чотирикутника GQ(2,2), використовують також і для подання PG(3,2).

## Автоморфізми
Група автоморфізмів простору PG(3,2) відображає прямі в прямі. Число автоморфізмів визначається кількістю способів вибору 4 некопланарних точок. Це приводить до 15⋅14⋅12⋅8 = 20160 = 8!/2. Виявляється, що група автоморфізмів PG(3,2) ізоморфна знакозмінній групі на 8 елементах A8.

## Координати
Відомо, що PG(n,2) можна задати у вигляді координат (GF(2))n + 1, тобто бітовим рядком довжини n + 1. PG(3,2) можна подати у вигляді координат з 4-бітовими рядками. Звичайним відображенням для вершин є відображення, в якому рядки мають ваги Геммінга 1, такі як 0001, 0010 і так далі, інші ж точки отримуємо операцією XOR. Тоді середини ребер мають вагу Геммінга 2, центри граней мають вагу Геммінга 3, а центр тіла має вагу Геммінга 4.
Крім того, прямим, що з'єднують точки {\displaystyle (a_{1},a_{2},a_{3},a_{4})} і {\displaystyle (b_{1},b_{2},b_{3},b_{4})}, можна природно призначити плюккерові координати {\displaystyle (p_{12},p_{13},p_{14},p_{23},p_{24},p_{34})}, де {\displaystyle p_{ij}=a_{i}b_{j}-a_{j}b_{i}}, а координати прямої задовольняють умові {\displaystyle p_{12}p_{34}+p_{13}p_{24}+p_{14}p_{23}=0}. Кожна пряма у проєктивному 3-вимірному просторі має шість координат і її можна подати як точку в проєктивному 5-вимірному просторі. Точки лежать на поверхні {\displaystyle p_{12}p_{34}+p_{13}p_{24}+p_{14}p_{23}=0}.